# Gekokujō
Gekokujō (下克上? o anche 下剋上?) è un termine della lingua giapponese indicante il rovesciamento dei propri superiori. In italiano è stato reso con insubordinazione.

## Storia

### Origine

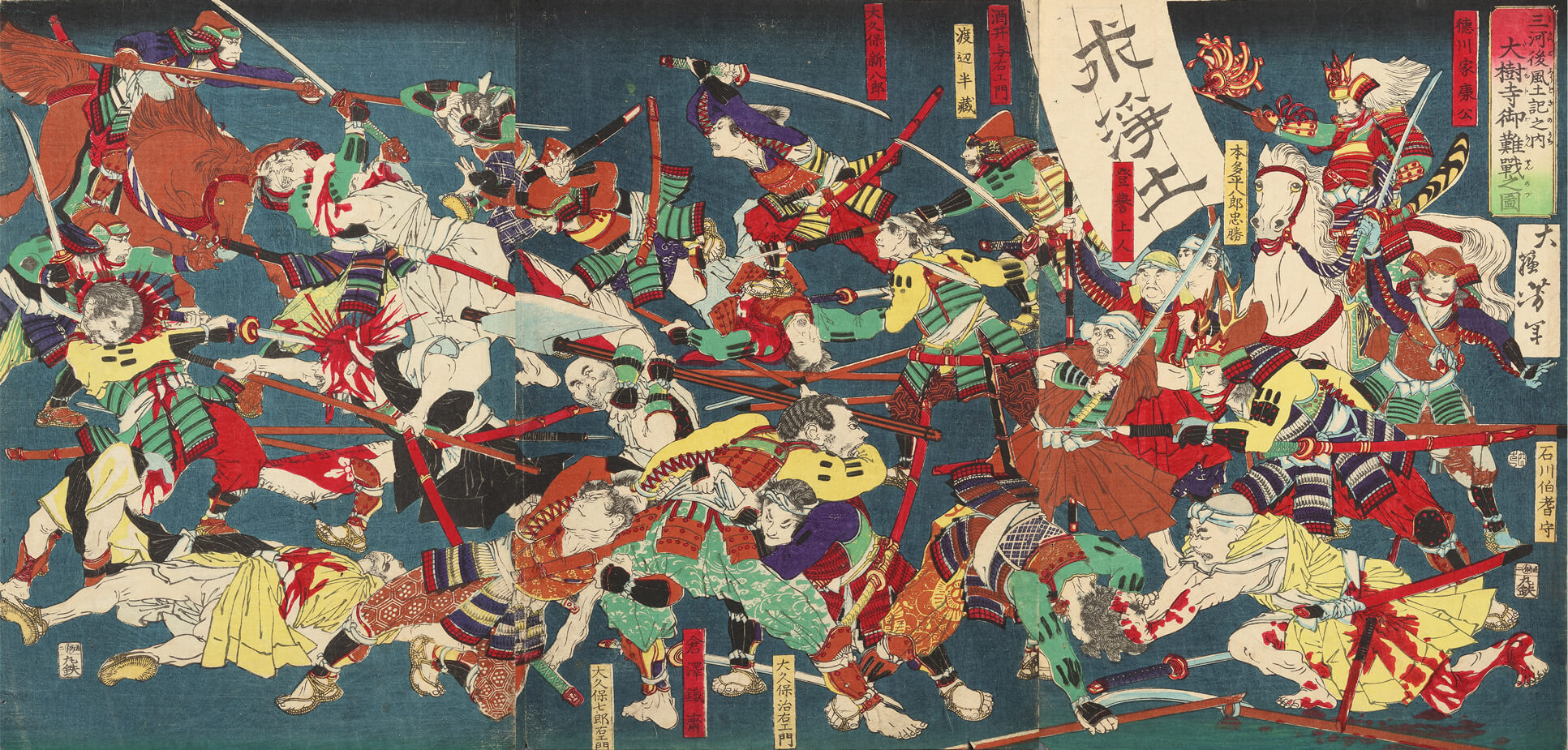
La Battaglia di Azukizaka, scontro tra il signore feudale Ieyasu e gli Ikki rivoltosi.

Nel contesto della tradizione confuciana, il gekokujō è una tipologia di "governo dal basso" che viene tollerato e perdonato dall'autorità superiore, un "governo degli uomini" che tale tradizione preferisce ad un "governo delle leggi".
Il termine si diffuse durante il Periodo Sengoku a partire dalla Guerra Ōnin e dalla fine del Periodo Muromachi, che si concluse con un conflitto tra fazioni e l'incendio di Kyoto: privi dell'imprimatur di uno shōgun centrale, i diversi daimyō provinciali erano vulnerabili all'essere rovesciati da forze esterne ed interne ai propri domini. In questo periodo i vassalli tradivano i loro Signori ed a loro volta erano a rischio di essere attaccati dal basso: monaci e contadini formavano infatti occasionalmente ikkō-ikki rivoltandosi contro il daimyo, riuscendo per un certo tempo a creare territori indipendenti.

### Negli anni'30

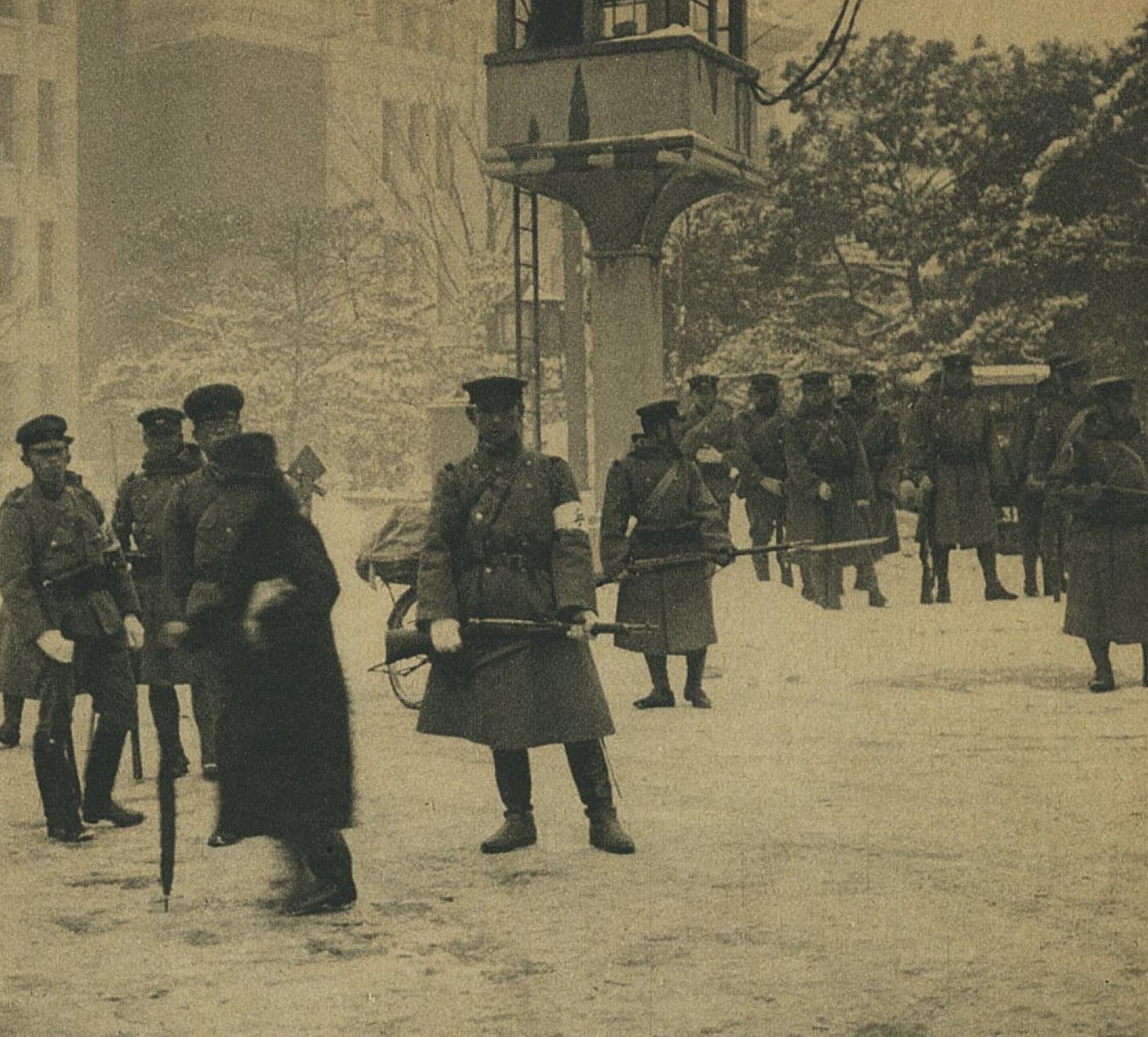
Truppe ribelli durante l'Incidente del 26 febbraio

Nei secoli successivi il concetto di gekokujō fu usato come giustificazione e discolpa per ufficiali di basso e medio rango che per motivazioni di ordine morale disubbidivano a ordini superiori. Ciò accadde diverse volte nel corso degli anni '30: in Manciuria, contravvenendo agli ordini, ufficiali dell'Esercito imperiale giapponese attuarono attacchi provocatori nel tentativo di creare un casus belli per la conquista di territorio cinese (tra i quali l'Incidente di Mukden) mentre a Tokyo ufficiali ultranazionalisti organizzarono l'assassinio di leader politici ed economici per "purificare" la società giapponese da influenze partitiche e corporative che a loro giudizio impedivano all'Impero giapponese di ottenere attraverso l'espansione territoriale in Asia il posto che consideravano legittimo tra le nazioni.
Gli eventi più notevoli in questo senso furono l'Incidente del 15 maggio 1932, durante il quale ufficiali inferiori della marina e cadetti dell'esercito organizzarono e attuarono l'omicidio dell'allora Primo ministro Inukai Tsuyoshi e l'Incidente del 26 febbraio 1936, che coinvolse 1.500 uomini di stanza a Tokyo in un fallito colpo di Stato. Dopo l'Incidente del 15 maggio, malgrado i coinvolti venissero sottoposti a procedimenti penali, le loro testimonianze difensive che spiegavano le loro motivazioni portarono ad un ampio sostegno pubblico. In numerosi casi si ebbero sentenze relativamente miti. Nel caso dell'Incidente del 26 febbraio mancò il sostegno popolare e i capi della rivolta furono processati in segreto e giustiziati, tuttavia l'evento viene visto come un punto di svolta nel rafforzamento di quella corrente dell'esercito che avrebbe poi dominato gli affari del governo fino alla fine della seconda guerra mondiale.